# Gadget

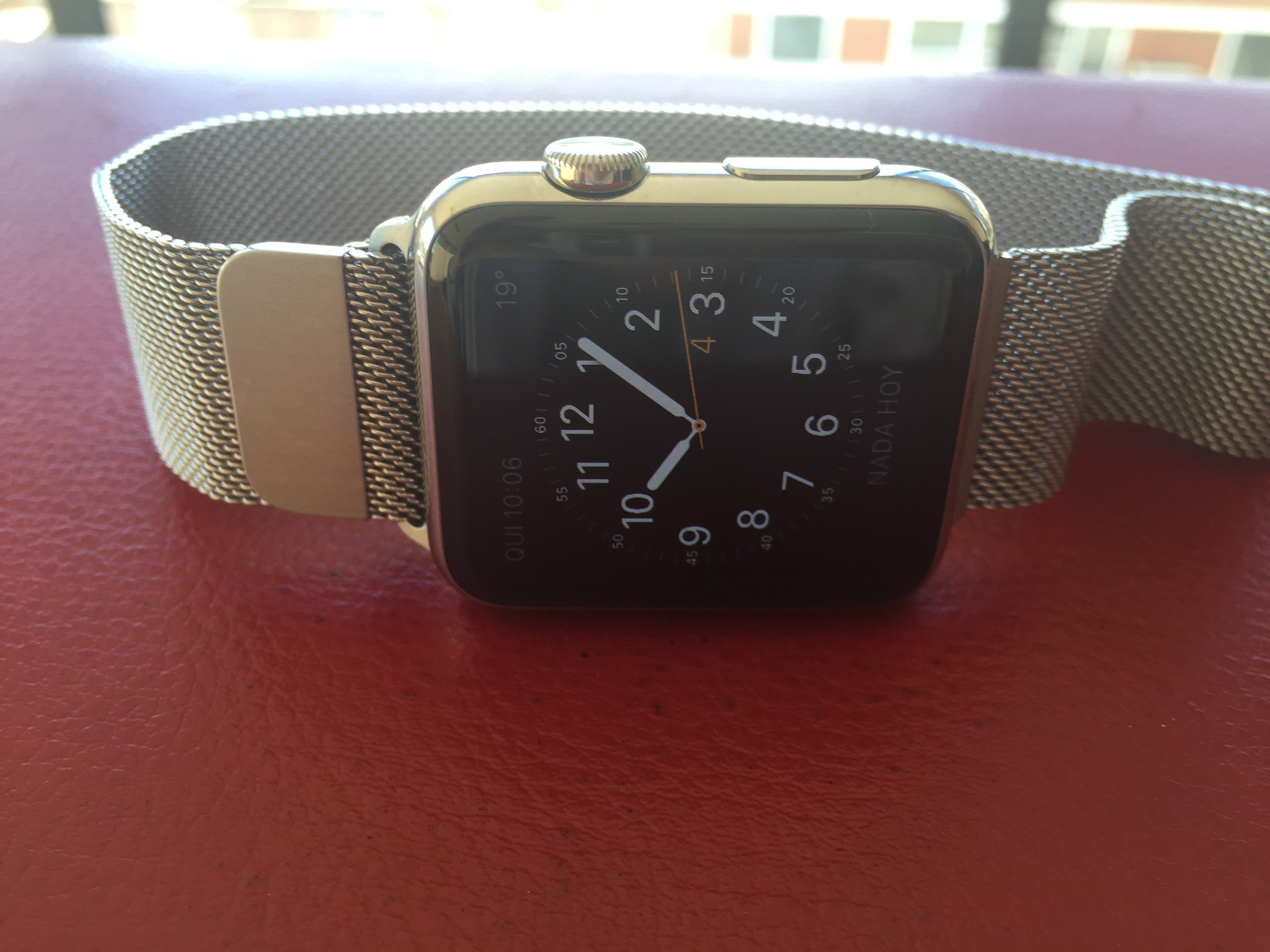
Os Smartwatches são Gadgets frequentemente usados

Gadget (pronúncia em inglês: [ɡædʒɪt]) ou gizmo (pronúncia em inglês: [gɪzmoʊ]) é uma gíria tecnológica pra designar dispositivos eletrônicos portáteis (smartwatch, celulares, leitores de MP3, carregador sem-fio, altifalante) criados para facilitar funções específicas no cotidiano,
 usando inovações tecnológicas.
 Podem ser dispositivos inusitados (engenhoca, geringonça, bugiganga) ou tradicionais que ganharam funções inteligentes ou desenho mais avançado. O gadget também tem função social de status, no caso de equipamentos ostensivos, em sua maioria, equipamentos com tecnologia de ponta e, por muitas vezes, com preços elevados.
Em paralelo aos gadgets, existem os widgets, usados na internet e no sistema computacional (navegador web ou desktop), sendo um pequeno software em forma de módulo que pode ser agregado a um ambiente maior, que realiza um serviço específico ou fornece atalho e informações úteis. Como, por exemplo, no site iGoogle, no programa Google Desktop, nos sistemas Mac OS X, Gnome e Windows 7.

Além de seu uso genérico como um termo tecnológico, cabe pontuar que o termo "gadget" ganha contornos específicos no campo da psicanálise quando, na segunda metade do século XX, o psicanalista francês Jacques Lacan faz uso deste para referir-se aos objetos de consumo produzidos como objetos desejados, pela lógica capitalista de consumo - na qual estão agregados o saber científico e as tecnologias em geral. Dentre estes gadgets, diz Lacan, encontram-se os sujeitos-mercadorias, que se oferecem como objetos de consumo rápido; e assim investem suas energias em tornar-se desejáveis aos eventuais parceiros, sem estabelecimento de laços sociais.
Durante a Segunda Guerra Mundial, a expressão "The Gadget" foi usada para referir-se à bomba atômica na sua primeira explosão, em caráter de teste, ocorrida no dia 16 de julho de 1945, no deserto Jornada Del Muerto, no Novo México. Essa explosão marca o início da era atômica. Teste esse com codinome de Trinity, sendo parte de um projeto maior, chamado de Projeto Manhattan, iniciado em 1939 e terminado em 1946, que culminou com a explosão das bombas no Japão.

## Limitação de uso
Em 2014, a Academia Americana de Pediatria recomendou limites para a exposição diária aos diversos tipos de mídia: de 2 aos 5 anos, recomenda-se o máximo de 1h diante das telas; 2h entre os 6 e 12 anos; e um máximo de 3h a partir dos 13 anos. Sendo possível desenvolver um jovem em um ecossistema que concilie boa aprendizagem e estímulos para o raciocínio lógico, sem prejudicar a sincronia com as novas tecnologias, requisitos imprescindíveis para o ingresso em uma universidade e no mercado de trabalho.
É consenso que o uso excessivo de aparelhos eletrônicos compromete a compleição física, a socialização, a cooperação doméstica, os estudos e as leituras, provocando sedentarismo e colaborando para o aumento dos índices de obesidade.